# 阿斯特岩
71°48′S 12°44′E / 71.800°S 12.733°E
阿斯特岩，是南極洲的岩石，位於毛德皇后地的阿斯特里德公主海岸，處於拉緬斯基山東南面6公里，屬於沃爾塔特山脈的一部分，以挪威探險隊的氣象學家命名，現時由南極條約體系管理。

## 外部連結
- . . United States Geological Survey.   [2011-05-14].
- 本条目引用的公有领域材料来自美国地质调查局的文档《阿斯特岩》 （資料來自地名信息系统）。